# نشر ناکجا
ناکجا ناشر الکترونیک کتاب‌های فارسی در کشور فرانسه است که با رعایت قوانین کنوانسیون بین‌المللی کپی‌رایت به انتشار کتاب می‌پردازد. مخاطبان از سراسر دنیا به شکل آنلاین به آثار منتشرشدهٔ «ناکجا»، دسترسی دارند.
انتشارات ناکجا از ماه فوریه، سال ۲۰۱۲ فعالیت خود را به‌طور رسمی با مدیریت تینوش نظم‌جو  و  همکاری گلناز برومندی آغاز کرده‌است.
مجموعه کتاب‌های نشر ناکجا به شکل چاپ، آنلاین در فرمت‌های PDF و ePUB و کتاب گویا از وبسایت انتشارات قابل خریداری و دریافتند.
این کتاب‌ها در فرمت‌های مختلف برای استفاده بر روی آیپد، آیفن، کتابخوان‌های الکترونیک، کیندل و غیره  تولید شده‌اند.
ناکجا همچنین بخشی را برای معرفی نویسندگان و شعرا در نظر گرفته که در آن می‌توان مجموعه مقالات، یادداشت‌ها، گفتگوها، ویدئوها و آثار آنان را مورد مطالعه قرار داد.
آموزش استفاده از ابزار نوین کتابخوانی یکی دیگر از اهداف انتشارات ناکجا است که در بخش ویدئو و یادداشت در دسترس اند.
نشر ناکجا به عنوان یکی از اولین ناشران کتاب‌های الکترونیک فعال است و کتاب‌های نویسندگان ایرانی و غیر ایرانی داخل و خارج از کشور را با نگارش یا ترجمه فارسی در اختیار مخاطبان قرار می‌دهد.

## حوزه فعالیت
این مجموعه در حوزه‌های ادبیات، فرهنگ با زیر مجموعه‌های شعر، داستان و نمایشنامه در دسترس مخاطبان قرار گرفته و در کنار آن روش‌های آموزش و اطلاع رسانی در حیطه استفاده بهتر از کتاب آنلاین وجود دارد.
ناکجا ضمن انتشار کتاب‌های فارسی زبان، ترجمه آثار برتر ادبیات دیگر زبان‌ها را نیز انجام می‌دهد.

## نویسندگان و شعرا
شاهین نجفی، رضا قاسمی، حسین مرتضائیان آبکنار، ابوتراب خسروی، جواد جواهری، آزاده دواچی، شورش رها، محمد عبدی، شبنم آذر، شهرام رحیمیان، روجا چمنکار، سپیده جدیری، محسن یلفانی، بیتا ملکوتی، سبحان گنجی، مرجان محمدپور، ماتئی ویسنی‌یک، کرسمان تایلور، هارولد پینتر، مارگریت دوراس، اریک امانوئل اشمیت، ساموئل بکت, یون فوسه، ژان لوک لاگارس، نغمه ثمینی، محمد چرمشیر و... از جمله نویسندگان، شعرا و نمایشنامه‌نویسانی هستند که آثارشان توسط نشر ناکجا منتشر شده‌است.
ناکجا همچنان پذیرای انتشار کتاب نویسندگان فارسی‌زبان از داخل و خارج ایران است.

## هنرمندان
مانا نیستانی، محسن نامجو، میثم آقاسیدحسینی و...
از جمله هنرمندان هستند که آثارشان توسط نشر نا کجا منتشر شده است.